# Adams Museum
L'Adams Museum est un musée situé dans la ville de Deadwood dans le Dakota du Sud.

## Histoire
L'Adams Museum est le plus ancien musée des Black Hills, dans le Dakota du Sud. Un homme d'affaires, W. E. Adams, construit ce musée en 1930 à la mémoire des familles de pionniers ayant vécu dans les Black Hills. 
La maison Adams, qui abrite le musée, a été construite en 1892, dans le style victorien. L'Adams Museum & House, Inc. est un organisme à but non lucratif et gère l'Adams Museum de Deadwood.